# Zračna luka Varšava-Radom
Zračna luka Varšava-Radom – zračna luka je osnovana tijekom 1920-ih, a trenutno ga koriste i vojska i za civilnu upotrebu. Adaptacija zračne luke za građanske potrebe započela je 2012. U svibnju 2014. zračna luka Radom ušla je u nacionalni registar građanskih zračnih luka. Godine 2023. dovršena je izgradnja novog terminala, koja je najmodernija konstrukcija ove vrste u Poljskoj i spremna je prihvatiti 3 milijuna putnika godišnje (s mogućnošću proširenja do 9 milijuna putnika). Prvotno obnovljena ruta proširena je na 2500 m, a zajedno s novim parkirnim podama omogućava rad zrakoplova koje koriste linije s niskim ostima kao što su Boeing 737, Airbus A320 i A321Neo.
Glavna navigacijska pomoć je točan sustav slijetanja (ILS) u kategoriji ILS II, što omogućava slijetanje prema instrumentima kada vidljivost padne na 300 metara. Samo šest zračnih luka u Poljskoj ima sličan sustav: Modlin, Wrocław, Rzesów, Lublin, Katowice i Gdańsk, a aerodrom Chopina u Varšavi samo najviša kategorija. Ova zračna luka bila je prva u Poljskoj, s sustavom svjetla u potpunosti zasnovan na LED izvorima svjetla.
U blizini zračne luke nalaze se međunarodne ceste E77 (DK7/S7) i E371 (DK9) i Nacionalne (DK12/S12), kao i željezničke pruge koje vode do Varšave, Krakova, łódź i Lublina. Izgradnja željezničkog stajališta Radom je u tijeku, što će pridonijeti boljoj aerodromskoj komunikaciji.